# Minorías étnicas de Azerbaiyán
Las minorías étnicas de Azerbaiyán es un segmento de la sociedad azerbaiyana que se distingue por su lengua, dialecto, raza, religión, cultura u origen histórico. Según los datos del censo de la poblaci'on de 2009, las minorías étnicas en Azerbaiyán son menos del 10% de la población, entre los que los lezguinos son el mayor grupo minoritario, que representan más de 2% del total de la población.

## Demografía de Azerbaiyán

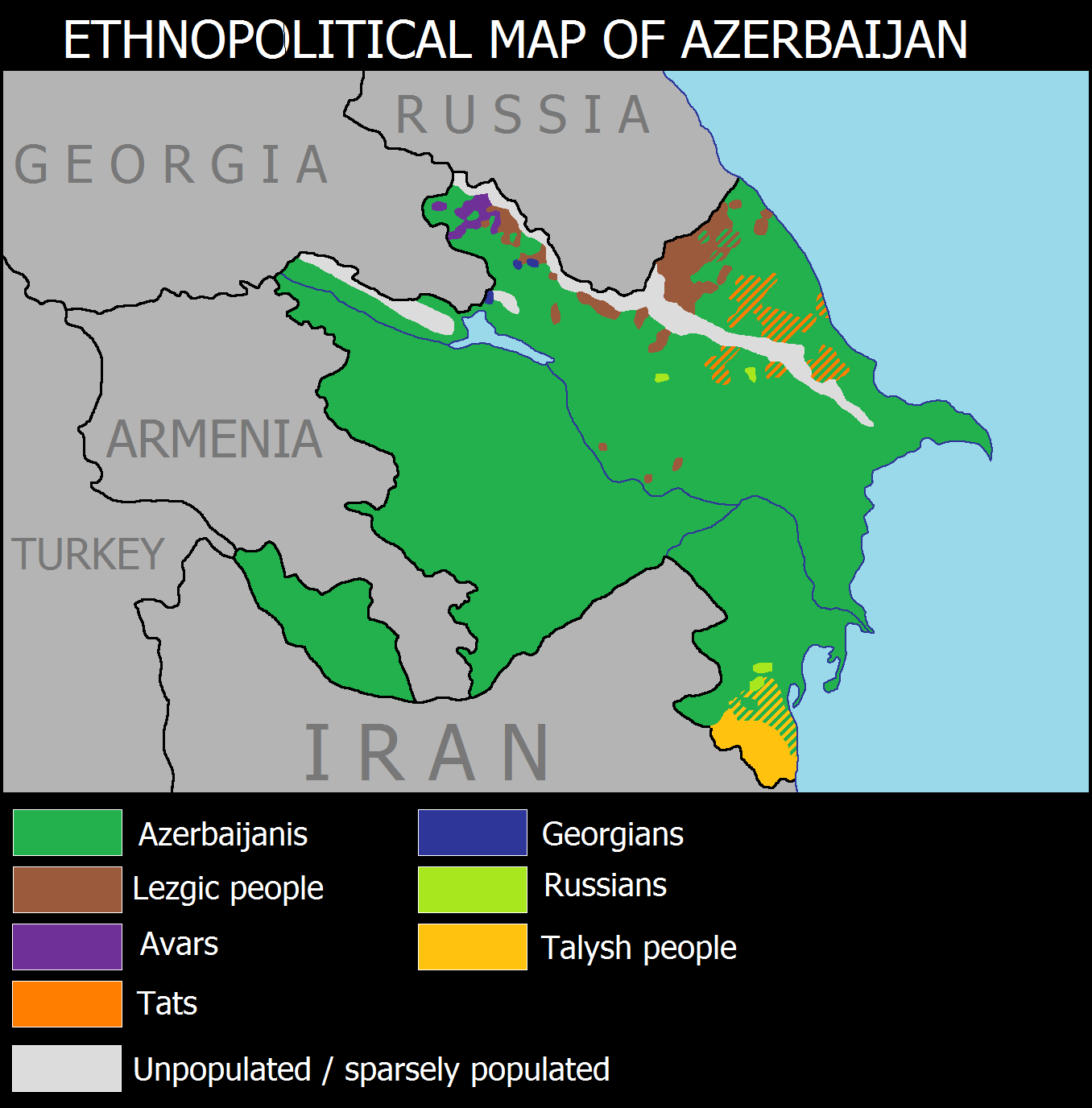
El mapa de etnografía de Azerbaiyán (2024, después del colapso de la estado separatista de República de Alto Karabaj y el éxodo de los armenios del Alto Karabaj en 2023).

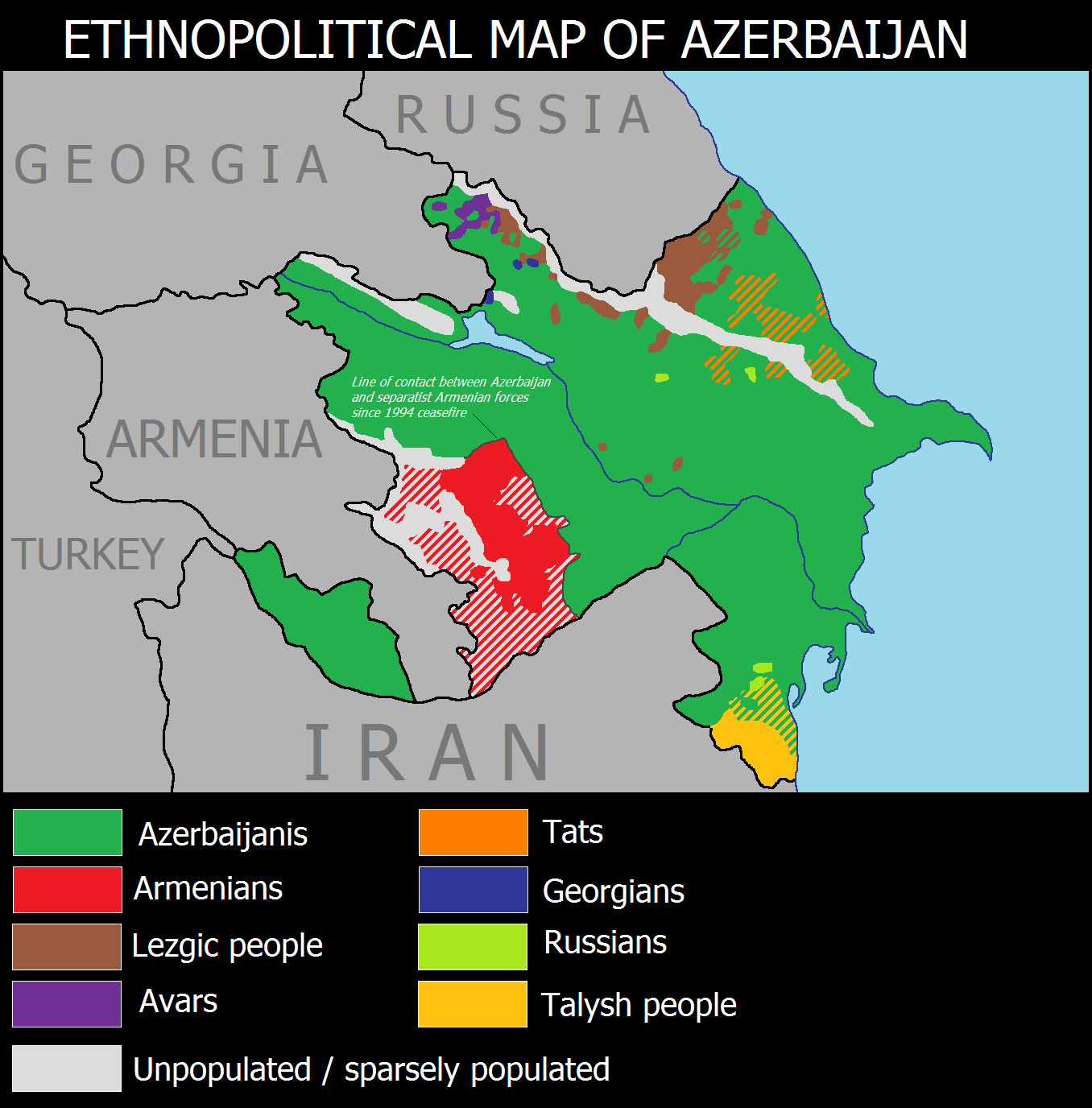
El mapa de etnografía de Azerbaiyán (1994-2020, estado después de la primera guerra del Alto Karabaj y antes de la segunda guerra del Alto Karabaj).

| Grupo étnico | Censo de 1926 | Censo de 1926 | Censo de 1939 | Censo de 1939 | Censo de 1959 | Censo de 1959 | Censo de 1970 | Censo de 1970 | Censo de 1979 | Censo de 1979 | Censo de 1989 | Censo de 1989 | Censo de 1999 | Censo de 1999 | Censo de 2009 | Censo de 2009 | Censo de 2019 | Censo de 2019 |
| Grupo étnico | Número        | %             | Número        | %             | Número        | %             | Número        | %             | Número        | %             | Número        | %             | Número        | %             | Número        | %             | Número        | %             |
| Azeríes      | 1,437,977     | 62.1          | 1,870,471     | 58.4          | 2,494,381     | 67.5          | 3,776,778     | 73.8          | 4,708,832     | 78.1          | 5,804,980     | 82.7          | 7,205,464     | 90.6          | 8,172,800     | 91.6          | 9,436,123     | 94.8          |
| Lezguinos    | 37,263        | 1.6           | 111,666       | 3.5           | 98,211        | 2.7           | 137,250       | 2.7           | 158,057       | 2.6           | 171,395       | 2.4           | 178,021       | 2.2           | 180,300       | 2.02          | 167,570       | 1.68          |
| Armenios     | 282,004       | 12.2          | 388,025       | 12.1          | 442,089       | 12.0          | 483,520       | 9.4           | 475,486       | 7.9           | 390,505       | 5.6           | 120,7458      | 1.5           | 120,3008      | 1.35          | 178           | 0.0001        |
| Rusos        | 220,545       | 9.5           | 528,318       | 16.5          | 501,282       | 13.6          | 510,059       | 10.0          | 475,255       | 7.9           | 392,304       | 5.6           | 141,687       | 1.8           | 119,300       | 1.35          | 71,046        | 0.7           |
| Talyshi      | 77,323        | 3.3           | 87,510        | 2.7           | 85            | 0.0           |               |               |               |               | 21,169        | 0.3           | 76,841        | 1.0           | 112,000       | 1.26          | 87,578        | 0.88          |
| Avares       | 19,104        | 0.8           | 15,740        | 0.5           | 17,254        | 0.5           | 30,735        | 0.6           | 35,991        | 0.6           | 44,072        | 0.6           | 50,871        | 0.6           | 49,800        | 0.56          | 48,636        | 0.49          |
| Turcos       | 95            | 0.0           | 600           | 0.0           | 202           | 0.0           | 8,491         | 0.2           | 7,926         | 0.1           | 17,705        | 0.3           | 43,454        | 0.5           | 38,000        | 0,43          | 30,516        | 0.35          |
| Tártaros     | 9,948         | 0.4           | 27,591        | 0.9           | 29,370        | 0.8           | 31,353        | 0.6           | 31,204        | 0.5           | 28,019        | 0.4           | 30,011        | 0.4           | 25,900        | 0,29          | 17,712        | 0.18          |
| Tats         | 28,443        | 1.2           | 2,289         | 0.1           | 5,887         | 0.2           | 7,769         | 0.2           | 8,848         | 0.1           | 10,239        | 0.1           | 10,922        | 0.1           | 25,200        | 0.28          | 27,657        | 0.28          |
| Ucranianos   | 18,241        | 0.8           | 23,643        | 0.7           | 25,778        | 0.7           | 29,160        | 0.6           | 26,402        | 0.4           | 32,345        | 0.5           | 28,984        | 0.4           | 21,500        | 0,24          | 13,947        | 0.14          |
| Tsakhures    | 15,552        | 0.7           | 6,464         | 0.2           | 2,876         | 0.1           | 6,208         | 0.1           | 8,546         | 0.1           | 13,318        | 0.2           | 15,877        | 0.2           | 12,300        | 0.14          | 13,361        | 0.13          |
| Udíes        | 2,445         | 0.1           | 6,464         | 0.2           | 3,202         | 0.1           | 5,492         | 0.1           | 5,841         | 0.1           | 6,125         | 0.1           | 4,152         | 0.1           | 3,800         | 0.04          | 3,540         | 0.04          |
| Georgianos   | 9,500         | 0.4           | 10,196        | 0.3           | 9,526         | 0.3           | 13,595        | 0.3           | 11,412        | 0.2           | 14,197        | 0.2           | 14,877        | 0.2           | 9,900         | 0.11          | 8,442         | 0.08          |
| Judíos       | 20,578        | 0.9           | 41,245        | 1.3           | 40,198        | 1.1           | 48,652        | 1.0           | 35,487        | 0.6           | 30,792        | 0.4           | 8,916         | 0.1           | 9,100         | 0.1           | 5,094         | 0.05          |
| Kurdos       | 41,193        | 1.8           | 6,005         | 0.2           | 1,487         | 0.0           | 5,488         | 0.1           | 5,676         | 0.1           | 12,226        | 0.2           | 13,075        | 0.2           | 6,100         | 0.07          | 4,105         | 0.04          |
| Otros        | 94,360        | 4.1           | 85,387        | 2.7           | 25,889        | 0.7           | 22,531        | 0.4           | 31,552        | 0.5           | 31,787        | 0.5           | 9,541         | 0.1           | 9,500         | 0.11          | 15,904        | 0.16          |
| Total        | 2,314,571     | 2,314,571     | 3,205,150     | 3,205,150     | 3,697,717     | 3,697,717     | 5,117,081     | 5,117,081     | 6,026,515     | 6,026,515     | 7,021,178     | 7,021,178     | 7,953,438     | 7,953,438     | 8,922,400     | 8,922,400     |               |               |

## Minorías étnicas

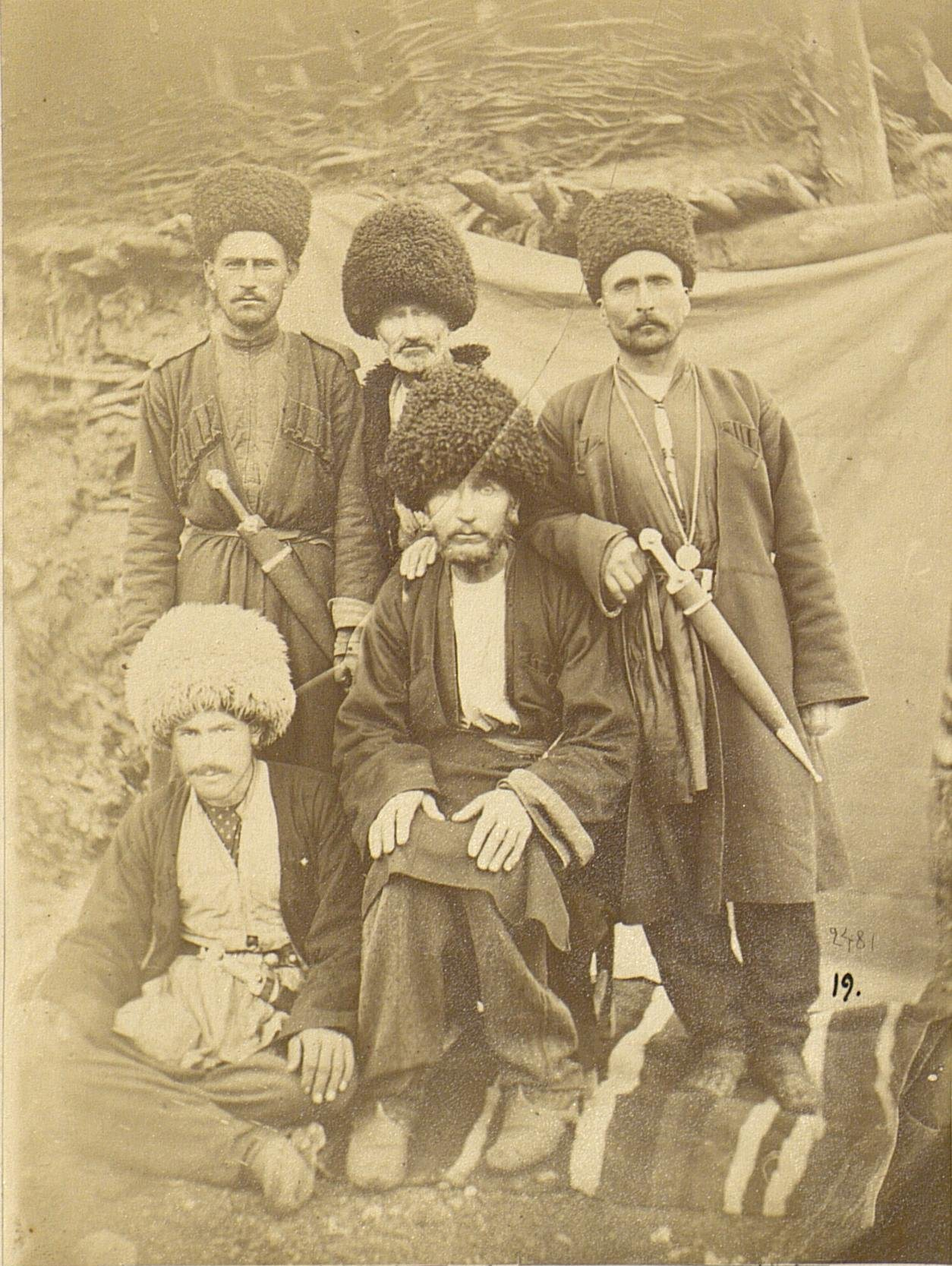
Los hombres lezguinos de Laza, Azerbaiyán

### Lezguinos
Lezguinos son la minoría étnica más grande en Azerbaiyán. Los lezguinos constituyen el más de 75% de las poblaciones de las regiones de Qusar y Khachmaz y 15% de la población de Bakú. Las estadísticas oficiales del gobierno de Azerbaiyán indican que la población de lezguinos es solo el 2% de la población total del país, lo que eleva el número a 178,000.

### Rusos
Los rusos son la segunda minoría étnica más grande en Azerbaiyán y también la comunidad rusa es más grande en el sur del Cáucaso y una de las más grandes fuera de Rusia. Desde su llegada a finales del siglo XVIII, los rusos desempeñaba un papel importante en todas las esferas de la vida, particularmente durante el período zarista y soviético. Aun así, pese a esa pérdida de importancia de la minoría rusa, el ruso sigue siendo el principal idioma extranjero del país.

### Armenios
La gran mayoría de los armenios de Azerbaiyán vivían en el territorio controlado por la región separatista de Alto Karabaj, hasta su caída en 2023 y posterior éxodo de sus habitantes. Fuentes no oficiales estiman que el número de los armenios que viven en el territorio de Azerbaiyán, después de 2023, es de alrededor de 2.000 a 3.000, y está formado casi exclusivamente por personas casadas con azeríes o de ascendencia mixta armenio-azerí. El número de armenios que probablemente no estén casados con azeríes y no sean de ascendencia mixta armenia-azerí se estima en 645 (36 hombres y 609 mujeres) y más de la mitad (378 o 59% de los armenios en Azerbaiyán fuera de Alto Karabaj) vive en Bakú y el resto en áreas rurales.

El mapa del distrito de los kurdos, 1923-1929

### Talyshi
Según un censo de la población de 1926, en la República Socialista Soviética de Azerbaiyán había 77.039 talyshes. Desde 1959 hasta 1989, los talyshes no fueron incluidos como un grupo étnico separado en ningún censo de la población, sino que fueron incluidos como parte de los azerbaiyanos de habla azerbaiyana, aunque los talishes hablan un idioma iraní. En 1999, el gobierno azerbaiyano afirmó que en Azerbaiyán había 76.800 talysh. Algunos afirman que la población de los talysh que viven en las regiones del sur de Azerbaiyán es alrededor de 500,000. Los representantes de la pobolación de talysh siempre han afirmado que el número de talyshes en Azerbaiyán es más alto que las estadísticas oficiales.

### Judíos
Actualmente los judíos en Azerbaiyán consisten en tres sociedades distintas: los judíos de las montañas, el grupo más numeroso y antiguo; los judíos de Ashkenazi, que se establecieron aquí durante los fines del siglo XIX - principios del siglo XX y durante la Segunda Guerra Mundial; y tercer grupo - los judíos georgianos, que se establecieron, principalmente, en Bakú durante la primera parte del siglo XX.

### Kurdos
La permanencia de los kurdos en Azerbaiyán se remonta al siglo IX. El área entre Karabaj y Zangezur llegó fue habitada por tribus nómadas kurdas a principios del siglo XIX, cuando una nueva ola de inmigrantes kurdos que suman 600 familias lideradas por Mihamed Sefi Siltan se trasladó al Kanato de Karabaj desde Persia. Un número menor de ellos también se mudó aquí en 1885 desde Imperio Otomano.De 1923 a 1929 se les instituyó el óblast autónomo del Kurdistán Rojo.